# Maszewo (Lubusz)
Maszewo è un comune rurale polacco del distretto di Krosno Odrzańskie, nel voivodato di Lubusz.
Ricopre una superficie di 213,56 km² e nel 2004 contava 2 991 abitanti.